# Bekenntnisse der Täufer
Die Täuferbewegung der Reformationszeit brachte eine ganze Reihe von Glaubensbekenntnissen hervor. Gründe für ihre Entstehung waren einerseits die theologische Auseinandersetzung mit den beiden anderen Flügeln der Reformation (Lutheraner / Reformierte) und zum anderen die Sammlung und Zusammenführung der verschiedenen Täufergruppen. Die täuferischen Glaubensbekenntnisse dienten ebenfalls als Grundlage der Verteidigung vor kirchlichen und staatlichen Gerichten und Inquisitionsgremien.

## Schleitheimer Artikel von 1527

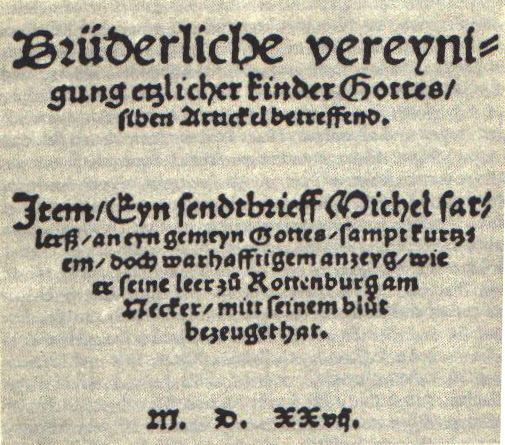
Titelseite der Schleitheimer Artikel

Brüderliche Vereinigung etlicher Kinder Gottes, sieben Artikel betreffend (von Michael Sattler), auch bekannt als „Schleitheimer Bekenntnis“. Der Bekenntnischarakter der „Vereinigung“ (Übereinkunft) ist umstritten, da sie eher Züge einer Kirchenordnung trage. Allerdings hat sie lange und weithin wie ein Bekenntnis gewirkt.
Textausgaben (mit Erläuterungen):
- Quellen zur Geschichte der Täufer in der Schweiz (QGTS), Bd. II, hrsg. von Heinold Fast, Zürich 1973, S. 26–36. (Originalsprachlich!)
- Flugschriften aus den ersten Jahren der Reformation (FEJR), Bd. II, hrsg. von Otto Clemen, Halle 1907–1911, Nachdruck Nieuwkoop 1967, S. 277–316. (Originalsprachlich!)
- Das Schleitheimer Täuferbekenntnis 1527, von Beatrice Jenny, Thayngen 1951 = Separatdruck aus Heft 28, 1951 der Schaffhauser Beiträge zur vaterländischen Geschichte (SBVG), S. 5–81. (Originalsprachlich!)
- Der linke Flügel der Reformation = Klassiker des Protestantismus (KlProt), Bd. IV, hrsg. von Heinold Fast, Bremen 1962. (Sprachlich modernisiert!)
- Ein kurzer Auszug in moderner Sprache zur sogenannten „Absonderung“ findet sich in: Hans-Jürgen Goertz, Die Täufer, 2. Aufl. München 1980, S. 179f.
- Das Schleitheimer Bekenntnis 1527. Einleitung, Faksimile, Übersetzung und Kommentar, hrsg. von Urs B. Leu, Christian Scheidegger, Zug o. J. [2004] ISBN 3-905351-10-2 (Originalsprachlich [als Faksimile] und sprachlich modernisiert).

## «Rechenschaft unserer Religion, Leer und Glaubens» von 1529–1532? / 1541?
Die Rechenschaft unserer Religion, Leer und Glaubens ist ein  hutterisches Glaubensbekenntnis.
Literatur:
- Peter Riedemann: Rechenschaft unserer Religion, Leer und Glaubens. Von den Brüdern so man die Hutterischen nennt ausgangen durch P.R. [Gmünden 1529–1532] gedruckt 1565; neue Drucke: Berlin 1870, Verne (USA) 1902, Cotswold (GB) 1938, Englisch London 1950 (Angaben zitiert aus Walter Troxler: Riedeman, Peter. In: Biographisch-Bibliographisches Kirchenlexikon (BBKL). Band 8, Bautz, Herzberg 1994, ISBN 3-88309-053-0, Sp. 303–304 (Artikel/Artikelanfang im Internet-Archive).)
- Ein kurzer Auszug in moderner Sprache zur Gütergemeinschaft findet sich in: Hans-Jürgen Goertz: Die Täufer. 2. Aufl. München 1980, S. 180.

## Dordrechter Bekenntnis von 1632
Das Dordrechter Bekenntnis (Glaubensbekenntnis des wehr- und rachelosen Christentums) ist ein 1632 verfasstes mennonitisches Glaubensbekenntnis, das von 51 Vertretern von vor allem flämischen Gemeinden in Dordrecht formuliert wurde und das später von den Mennoniten in Süddeutschland, dem Elsass und in den neu entstandenen mennonitischen Kirchen in Nordamerika übernommen wurde.
Das Dordrechter Bekenntnis darf nicht mit den evangelisch-reformierten Lehrregeln von Dordrecht von 1618/19 verwechselt werden.

## Weitere Glaubensbekenntnisse
Weitere Glaubensbekenntnisse folgten, z. B.:
- Olijftacxken 1630
- Korte Confessie des Jan Cents (bei der Vereinigung zw. Flamen, Jungen Friesen und Hochdeutschen) in Amsterdam 1639